# Teoria komparatystyki prawniczej
Teoria komparatystyki prawniczej – zbiór zagadnień dotyczących nazwy przedmiotu komparatystyka prawnicza, jej treści, przedmiotu oraz istoty. W doktrynie prawa porównawczego istnieje wiele sporów co do tych zagadnień. Głównym z tych sporów jest określenie czy komparatystyka prawnicza jest gałęzią prawa czy zbiorem instrumentów służących do porównywania norm prawnych.

## Spór o nazwę przedmiotu
Komparatystyka prawnicza, zwana też prawem porównawczym, według Romana Tokarczyka nie posiada desygnatu, gdyż nie ma własnych przepisów czy norm, które regulowałyby stosunki między podmiotami (tak jak ma to miejsce w innych gałęziach prawa). Komparatystyka prawnicza polega jedynie na porównywaniu norm prawnych pod względem ich tworzenia czy stosowania w różnych państwach lub w różnym czasie.
Źródłem trudności związanych z określeniem nazwy i treści prawa porównawczego są spory wśród komparatystów prawnych. Ich poglądy są w niektórych kwestiach rozbieżne, jednak co do zakresu prawa porównawczego są podobne. Istnieją dwie teorie określające zakres prawa porównawczego. Pierwsza z nich nadaje prawu porównawczemu status jednej z gałęzi prawa (tak jak prawo cywilne, prawo karne czy prawo administracyjne) pomimo braku desygnatu. Druga teoria uważa prawo porównawcze nie za gałąź prawa, lecz za zbiór reguł służących do pewnych badań nad istniejącymi już normami wszelkich gałęzi prawa.
Zdzisław Brodecki uważa, że komparatystyka prawnicza jest dyscypliną naukową, która polega na poznawaniu obcego prawa i analizowaniu go w kontekście własnego.

## Istota prawa porównawczego
Roman Tokarczyk określa prawo porównawcze jako „porównywanie praw”. W prawie porównawczym, a właściwie w jego literaturze, są dwa punkty widzenia. Pierwszy ma na celu tworzenie nowych treści poprzez porównywanie istniejących już norm prawnych, czego najczęstszym przypadkiem jest recepcja prawa rzymskiego. Polega ona na tym, że poprzez analizę prawnoporównawczą norm, które istniały kiedyś (np. w starożytnym Rzymie) do stanu faktycznego, który istnieje teraz, można zastosować istniejące kiedyś rozwiązania prawne we współczesnym ustawodawstwie. Drugi punkt widzenia istoty prawa porównawczego polega na zastosowaniu instrumentów prawa porównawczego na płaszczyźnie teoretycznej, czyli jedynie na poszerzeniu swojej wiedzy z zakresu istniejących już treści.
Natomiast według Zdzisława Brodeckiego komparatystyka prawnicza jest „sztuką porównań” objawiającą się w trzech ujęciach: porównywaniu historii prawa, ustawodawstw oraz systemów prawnych. W ujęciu historii prawa porównuje się elementy łączące tradycję z nowoczesnością. W ujęciu ustawodawstw – jedynie prawo stanowione (ustawy, kodeksy, deklaracje), a w ujęciu systemów prawnych bada się poszczególne więzi prawne.

## Rodzina nazwy komparatystyka prawnicza
Roman Tokarczyk wymienia kilka tego typu nazw. Są to między innymi: prawoznawstwo porównawcze, porównawcza nauka prawna, prawo porównawcze teoretyczne, prawnicza komparatystyka czysta, prawo porównawcze opisowe. Pierwsze trzy znajdują synonim w niemieckim słowie Rechtsvergleichung, często tym słowem posługują się naukowcy zajmujący się materią komparatystyki prawniczej. Prawo porównawcze opisowe w języku angielskim to descriptive comparative law.
Iwona Szymczak z Uniwersytetu Szczecińskiego wskazuje, że termin „komparatystyka prawnicza” pochodzi od terminu „prawo komparatystyczne”, co z kolei jest tłumaczeniem angielskiego comparative law. Konstrukcja tego terminu określa prawo porównawcze jako gałąź prawa (tak jak np. civil law, czyli prawo cywilne, czy company law – prawo spółek). Jednak Szymczak uważa, że jest to błędne określenie, gdyż prawo porównawcze nie zawiera norm prawnych (w przeciwieństwie do prawa cywilnego lub spółek).

## Treści nazw przedmiotu
Zwrot „prawo porównawcze” wskazuje na dwa aspekty dyscypliny naukowej, jaką jest komparatystyka prawnicza. Po pierwsze porównywanie jako metoda tej dyscypliny, po drugie prawo jako przedmiot tej dyscypliny. Teoretycy prawa porównawczego spierają się w kwestii, czy porównywanie norm prawnych różnych krajów można uznać za źródło komparatystyki prawniczej. Przedstawiciele nurtu uważające prawo porównawcze za odrębną gałąź prawa uważają, że tak. Natomiast przedstawiciele nurtu uważającego prawo porównawcze za zbiór instrumentów służących do badań nad istniejącymi już gałęziami prawa uważają, że prawo porównawcze nie jest gałęzią prawa a co za tym idzie nie może mieć źródeł prawa. Pierwszy nurt popierają niemieccy komparatyści prawniczy tacy jak Zweigert czy Kötz twierdząc, że porównywanie norm ukształtowało odrębną gałąź prawa, jaką jest prawo porównawcze. Drugi nurt popiera francuski uczony Ancel twierdząc, że prawo porównawcze jest wyłącznie procesem, a nie prawem samym w sobie tak jak prawo cywilne, czy karne. Eduard Lambert i Raymond Saleilles, którzy są uważani za pionierów współczesnej komparatystyki prawniczej, badając treść nawy komparatystyki prawniczej uważają, że powinna być ona prawem wspólnym dla całej ludzkości. Prawo porównawcze stałoby się wówczas nie tylko gałęzią prawa (a nie jedynie zbiorem instrumentów służących jedynie do analizy istniejącego prawa), ale także byłoby ona najważniejszą ze wszystkich gałęzi prawa. Francuscy komparatyści prawniczy uważają, że w dalekiej przyszłości prawo porównawcze stanie się właśnie takim spoiwem we wszystkich światowych systemach prawnych, idąc zgodnie z duchem nowoczesności przyczyni się to do polepszenia jakości życia ludzkiego oraz stosunków między państwami. Aby dokładnie zrozumieć treść nazwy prawa porównawczego należy dogłębniej zrozumieć znaczenia użytych w tym zwrocie słów. Mianowicie prawo rozumiane ma być według komparatystów prawniczych głównie jako prawo stanowione, rzadziej natomiast jako prawo naturalne czy prawo zwyczajowe. Porównywanie natomiast powinno związać się z internacjonalnością lub uniwersalnością.

## Porównywanie a poznawanie
Aby dokonywać analizy prawnoporównawczej poszczególnych norm prawnych w różnych państwach trzeba przede wszystkim już znać te normy w przynajmniej jednym państwie, które jest przedmiotem danej analizy. Prawo porównawcze służy ukazaniu podobieństw i odmienności między różnymi systemami prawnymi, a nie poznawaniu systemów prawnych. Nie wyklucza to jednak sytuacji, gdy wynikiem porównania poszczególnych systemów prawnych będzie poznanie jednego z nich, czyli poznawanie przed porównywanie.

## Przesłanki ogólne komparatystyki prawniczej
W komparatystyce prawniczej przedmiotem analizy porównawczej są normy prawne. Komparatystyka prawnicza może być dokonywana w skali małej bądź dużej, zależne jest to od przedmiotu porównania. Można porównywać poszczególne normy prawne (np. porównanie przepisu kryminalizującego zbrodnię zabójstwa w Polsce do przepisu kryminalizującego zbrodnię zabójstwa obowiązującego we Francji), albo dokonywać komparatystyki całych gałęzi prawa (np. porównanie prawa rzeczowego obowiązującego w Polsce do prawa rzeczowego obowiązującego w Hiszpanii). Przesłanki porównania dzielą się na merytoryczne i metodologiczne. Merytoryczne polegają między innymi na zróżnicowaniu, otwartości i obiektywizmie, metodologiczne zaś na określeniu przedmiotu porównania, wyboru kryteriów porównawczych, opisie i ocenie rezultatów porównania.

### Przesłanki merytoryczne
Przykładem merytorycznych przesłanek będzie zróżnicowanie społeczne, różnorodność zachowań ludzi w porównywanych państwach, ich ustroje, prawa itd. Jedną z przesłanek merytorycznych porównywania jest otwartość. Nie można porównywać zamkniętego modelu kultury. Izolacyjny charakter polityczny wyłącza zastosowanie komparatystyki prawniczej. Kolejną przesłanką merytoryczną porównywania jest obiektywizm polegający na rzetelności i uczciwości poznawczej w dokonywaniu analizy prawnoporównawczej.

### Przesłanki metodologiczne
Przed porównaniem określa się przede wszystkim przedmioty, które mają zostać porównane, choć zakres przedmiotów jest ograniczony metodologią naukową. Pomiędzy porównywanymi przedmiotami muszą istnieć jakiekolwiek podobieństwa, w przeciwnym razie ich porównywanie nie miałoby żadnego sensu i znaczenia. Warunki porównywania nazywanie są porównywalnością (kompatybilnością). Jeżeli przedmiotów porównania nie łączy żadne podobieństwo występuje nieporównywalność (niekompatybilność). Normy prawne można porównywać stosując się do określonych kryteriów kompatybilności: kryteria językowe (np. podobne brzmienie w różnych językach), kryteria porządkujące, kryteria aksjologiczne. Gdy przedmioty porównania wykazują podobieństwa i różnice między sobą, mogą być one przedmiotem analizy prawnoporównawczej. Dokonanie komparatystyki warunkuje istnienie przynajmniej jednej cechy łączącej dane przedmioty ze sobą oraz co najmniej jednej cechy różniącej je od siebie.

## Teoria komparatywizmu sądowego
W ramach teorii komparatystyki prawniczej wyróżnia się teorię komparatywizmu sądowego, która wyjaśnia czynniki wpływające na zdolność oraz gotowość danego sądu do powoływania się na orzecznictwo sądu zagranicznego. Sądy mają różne preferencje względem stosowania w swoim orzecznictwie odwołań do orzecznictwa trybunałów międzynarodowych i sądów konstytucyjnych innych państw. Podobnie wykorzystują lub nie w swoim orzecznictwie odwołania do konwencji międzynarodowych, np. Karty Praw Podstawowych Unii Europejskiej. Sędziowie wykorzystują orzecznictwo międzynarodowych trybunałów oraz sądów konstytucyjnych innych państw, aby znaleźć sposób rozstrzygnięcia przydzielonej im sprawy . Christopher McCrudden dowiódł, że sędziowie preferują cytowanie orzecznictwa sądu z kraju, którego język znają. Nico Krisch wykazał, że  sędziowie krajowi mogą uznawać rozwiązanie w ich prawie za lepsze niż rozwiązanie w prawie obcym. Przykładem takiej postawy jest niechęć francuskiego Conseil d'État do korzystania z orzecznictwa Europejskiego Trybunału Praw Człowieka. Monika Stachowiak-Kudła wskazała na dodatkowe dwie przyczyny komparatywizmu sądowego: sędzia korzysta z orzecznictwa zagranicznego w celu zakwestionowania zasadności argumentów przedstawionych przez inny sąd, a także dlatego, że zawiera ono opis procedury rozstrzygania danego rodzaju spraw, której nie ma w jego kraju.